# 高野奈未
高野 奈未（たかの なみ、1980年 - ）は、日本の日本文学研究者。日本大学教授。専門は日本近世文学。特に古典注釈学、古典享受。

## 来歴
東京都生まれ。2003年、東京大学文学部卒業、2011年、同大学院人文社会系研究科博士課程修了。博士（文学）。日本学術振興会特別研究員（PD）、静岡大学教育学部専任講師・准教授を経て、日本大学文理学部国文学科准教授、教授。2017年、『賀茂真淵の研究』（青簡舎、2016年）で第10回日本古典文学学術賞を受賞。